# Oak Trail Shores
Oak Trail Shores è un census-designated place degli Stati Uniti d'America situato nella contea di Hood dello Stato del Texas.
La popolazione era di 2.755 persone al censimento del 2010.

## Geografia fisica
Oak Trail Shores è situata a 32°29′14″N 97°49′48″W (32.487266, -97.829874).
Secondo lo United States Census Bureau, ha un'area totale di 2,5 miglia quadrate (6,5 km²).

## Società

### Evoluzione demografica
Secondo il censimento del 2000, c'erano 2.475 persone, 934 nuclei familiari e 665 famiglie residenti nella città. La densità di popolazione era di 984,8 persone per miglio quadrato (380,7/km²). C'erano 1.156 unità abitative a una densità media di 460,0 per miglio quadrato (177,8/km²). La composizione etnica della città era formata dal 91,03% di bianchi, lo 0,77% di afroamericani, lo 0,81% di nativi americani, il 5,74% di altre razze, e l'1,66% di due o più etnie. Ispanici o latinos di qualunque razza erano il 17,70% della popolazione.
C'erano 934 nuclei familiari di cui il 29,7% aveva figli di età inferiore ai 18 anni, il 54,7% aveva coppie sposate conviventi, il 9,7% aveva un capofamiglia femmina senza marito, e il 28,8% erano non-famiglie. Il 23,7% di tutti i nuclei familiari erano individuali e il 9,1% aveva componenti con un'età di 65 anni o più che vivevano da soli. Il numero di componenti medio di un nucleo familiare era di 2,65 e quello di una famiglia era di 3,09.
La popolazione era composta dal 25,9% di persone sotto i 18 anni, il 7,5% di persone dai 18 ai 24 anni, il 29,7% di persone dai 25 ai 44 anni, il 21,6% di persone dai 45 ai 64 anni, e il 15,3% di persone di 65 anni o più. L'età media era di 36 anni. Per ogni 100 femmine c'erano 101,5 maschi. Per ogni 100 femmine dai 18 anni in giù, c'erano 104,8 maschi.
Il reddito medio di un nucleo familiare era di 25.047 dollari e quello di una famiglia era di 26.077 dollari. I maschi avevano un reddito medio di 24.250 dollari contro i 11.538 dollari delle femmine. Il reddito pro capite era di 11.665 dollari. Circa il 14,6% delle famiglie e il 18,5% della popolazione erano sotto la soglia di povertà, incluso il 27,3% di persone sotto i 18 anni e l'1,9% di persone di 65 anni o più.